# Manan
Manan je biljni polisaharid koji je polimer šećera manoze. On je generalno prisutan u kvascu, bakterijama i biljkama. Biljni manani imaju β(1-4) veze. On je forma polisaharida za skladištenje. Plod palme Phytelephas aequatorialis se sastoji od manana.